# La Charité de saint Martin (Verneuil-sur-Seine)
La Charité de saint Martin de l'église Saint-Martin à Verneuil-sur-Seine, une commune du département des Yvelines dans la région Île-de-France en France, est une sculpture créée au XVIIe siècle. Le groupe sculpté est classé monument historique au titre d'objet le 3 novembre 1960. 
Les Aleaume, seigneurs de Verneuil-sur-Seine au XVIe siècle, sont les donateurs de cette statue, comme en témoignent leurs armoiries sculptées sur le socle, ainsi que le costume du cavalier. La toque plate dont il était coiffé à l'origine a été remplacée au XIXe siècle par un casque de légionnaire romain. Le mendiant est représentatif des habitants de campagne les plus pauvres.     